# 松下武蔵
松下 武蔵（まつした むさし、男性、2005年4月19日 - ）は、神奈川県横浜市出身の日本のキックボクサーである。所属ジムは横浜市南区にあるGOD SIDE GYM。かつてはTRY HARD GYM、NOPPADET GYMに所属していた。得意技は膝蹴り。リングネームは武蔵。

## 来歴
横浜市港南区生まれ。4歳の時、極真会館へ入門。入門してすぐに頭角を現し2大会目で初優勝、その後も出場する大会で優勝を重ねる。
2017年7月からK-1GYMに入会しK-1の道へ挑戦。
2017年12月、第5回K-1アマチュア全日本大会〜アマチュア日本一決定オープントーナメント〜にて優勝。僅か5ヶ月でベルトを巻く。
2018年7月、カザフスタンのカラガンダで開催される極真連合会主催の「第3回Jr.世界空手道選手権大会」に日本代表として出場。
2018年9月、TRY HARD GYMへ活動の場を変える。
2019年12月、アマチュアキックボクシングRISE Nova全日本大会トーナメントにて優勝し、初代全日本Jr.RISE Nova-55級王者になる。
2021年3月、12年間修行した一般社団法人極真会館（全日本極真連合会）神奈川県井上道場を去り、本格的にプロへの道へ進む事を決意（フルコンタクト空手通算戦歴440戦418勝22敗）。
2021年3月、新宿FACEで開催されたスックワン・キントーンにてプロデビュー。青木大にフルマーク判定勝ち。
2021年6月、後楽園ホールにて開催されたRISE150にてRISE初参戦。ブラジル人のアレックス太田に多彩な蹴り技で翻弄しフルマーク判定勝ち。
2022年10月、TRY HARD GYMを退会し、トレーナーのシン・ノッパデッソーン、兄貴分の龍聖と共にNOPPADET GYMへ移籍した。
2022年10月、後楽園ホールにて開催されたSUK WAN KINGTHONG Keep going 2に参戦し、同級3位の中島凛太郎判定2-1で勝利しスックワンキントーンスーパーバンダム級3位に浮上。
2023年3月、国立代々木競技場 第二体育館にて開催されたKNOCK OUT 2023 SUPER BOUT “BLAZE”に参戦。IBKO国際武道空手道連盟・軽量級優勝(2019年)、2022年12月、初代KNOCK OUT-BLACKスーパーバンタム級王座・古木誠也（G1 TEAM TAKAGI）に初回KO勝ち。
2023年6月、後楽園ホールにて開催されたNOOCK OUT2023 vol2のKNOCK OUT-BLACKスーパーバンダム級次期挑戦者決定戦に参戦。Krushを主戦場にしている小倉尚也に初回に3度ダウンを奪いKO勝利。タイトルマッチ挑戦権を獲得した。
しかし2024年6月、所属ジムとの契約を拒否し退会、タイトルマッチは消滅した。
2023年8月、横浜市南区のGOD SIDE GYMへ移籍した。

## 主なタイトル
2015年
- 新極真会カラテドリームカップ2015全国大会　優勝[3]

2016年
- 新極真会カラテドリームフェスティバル2016国際大会　3位

2017年
- 新極真会カラテドリームフェスティバル2017全国大会　準優勝
- 極真連合会全日本少年少女空手道選手権大会 グランドチャンピオン決定戦　優勝[4]
- 第5回K-1アマチュア全日本大会　優勝

2018年
- 極真連合会全日本少年少女空手道選手権大会 グランドチャンピオン決定戦　3位
- 第3回Jr.世界空手道選手権大会　準優勝[5]

2019年
- 極真連合会全日本少年少女空手道選手権大会　グランドチャンピオン決定戦　優勝[6]

2019年
- RISE Nova全日本トーナメント　全日本Jr.Aクラス-55kg　初代王者